# Coucou africain
Cuculus gularis
Espèce
Statut de conservation UICN

 LC  : Préoccupation mineure
Le Coucou africain  (Cuculus gularis) est une espèce de coucous, oiseaux de la famille des Cuculidae. C'est une espèce monotypique (non subdivisée en sous-espèces), considérée par certains auteurs comme une sous-espèce du Coucou gris (Cuculus canorus).

## Répartition
Son aire de répartition s'étend sur la quasi-totalité de l'Afrique subsaharienne.